# Каскадер (филм из 2024)
Каскадер (енгл. The Fall Guy) је амерички акционо-хумористички филм из 2024. године, режисера Дејвида Лича и сценаристе Друа Пирса, лабаво заснован на истоименој телевизијској серији из 1980-их. Насловну улогу тумачи Рајан Гозлинг, док су у осталим улогама Емили Блант, Винстон Дјук, Арон Тејлор Џонсон, Хана Вадингам и Стефани Шу. Радња прати каскадера који ради на дебитантском акционом филму своје бивше девојке, и који се налази умешан у заверу око главног глумца филма.
Филм је премијерно приказан 12. марта 2024. у Остину, док је у америчким биоскопима објављен 3. маја исте године. Наишао је на позитивне реакције критичара и зарадио преко 178 милиона долара широм света.

## Радња
Радећи као дубл акционе звезде Тома Рајдера, холивудски каскадер Колт Сиверс ломи кичму током вратоломије која полази по злу и напушта своју каријеру и своју девојку, камерманку Џоди Морено.
Осамнаест месеци касније, Гејл Мејер, Томова филмска продуценткиња, контактира Колта, који сада паркира аутомобиле гостима у малом мексичком ресторану. Она му открива да Џоди режира свој први филм, свемирску оперу под називом Металсторм са Томом у главној улози, и жели да се Колт придружи продукцији у Сиднеју. По доласку на сет, Колт сазнаје да Џоди никада није тражила да дође и да је још увек љута због њиховог раскида, као и да је филм не баш суптилан покушај да изнесе своје притужбе на њега.
Гејл открива да је Том нестао након што је упао у невоље са „веома лошим људима”, и она жели да га Колт пронађе пре него што његово одсуство изазове отказивање ионако прескупог филма. Не желећи да Џодин редитељски деби пропадне, Колт почиње да улази у траг Тому. Прво одлази у Томов стан где упознаје Томову девојку и колегиницу Иги. Она даје Колту траг, па он посећује ноћни клуб, где упознаје дилера дроге Дуна, који превари Колта да попије коктел у који су убачене халуциногене дроге. Након што се потукао са Дуновим послушницима, Колт посећује Томову хотелску собу где проналази леш у кади пуној леда. Када се Колт врати са полицијом, тело је нестало.
Како се продукција Металсторма наставља, Колт и Џоди почињу да обнављају своју везу све док га Гејл нагло не обавести да мора да се врати у Сједињене Државе. Уместо тога, он наставља да тражи Тома тако што проналази његову личну помоћницу Алму Милан. Она му предаје Томов телефон који су Том и Гејл тражили, пре него што их обоје нападају Томов шеф обезбеђења, Дреслер, и његов тим који траже телефон. Колт и Алма их побеђују након дуге потере кроз Сиднеј у којој је учествовао и камион за смеће. Он и његов дугогодишњи пријатељ Ден Такер, координатор каскадера на Металсторму, откључавају телефон и откривају снимак пијаног Тома како убија свог најновијег дубла, Хенрија Ереру (човека у кади), док је спаринговао на забави. Послушници нападају Колта и Дена, уништавајући телефон током сукоба.
Ден бежи, али Колт је ухваћен и доведен лицем у лице са Томом, који се све време крио на јахти по Гејлиним упутствима. Он открива да Гејл жели да намести Колту злочин користећи дипфејк технологију да замени Томово лице Колтовим на инкриминишућем видео снимку, као и да је он оркестрирао Колтову несрећу јер је осетио да му Колт краде рефлекторе. Хенријево тело је откривено и монтирани видео је објављен у медијима, док Гејл покушава да убеди Џоди да је Колт крив. Колт бежи и сматран је мртвим након јурњаве чамцем, иако је успео да отплива на сигурно.
Следећег дана Том стиже на сет Металсторма и продукција се наставља. Колт се потајно враћа на сет и убеђује Џоди у своју невиност. Заједно, они преваре Тома да учествује у каскадерској секвенци и призна злочин док је повезан са микрофоном. Остатак екипе, на челу са Даном, задржава његове послушнике. Гејл краде снимак и покушава да побегне у хеликоптеру са Томом, али Џоди помаже Колту да скочи на хеликоптер у ваздуху. Он узима снимак и пада на простирку коју је припремио Ден, док се хеликоптер са Гејл и Томом руши.
Трејлер за Металсторм је премијерно приказан на Сан Дијего Комик Кону, а главна улога у филму је сада припала Џејсону Момои, док је Алма потписана као продуценткиња филма; филм на крају постаје хит на биоскопским благајнама. Колт је ослобођен кривице, а он и Џоди су поново заједно.
Одјавна шпица показује монтажу снимака иза кулиса правих каскадера укључених у снимање филма, након чега је откривено да су Том и Гејл преживели пад хеликоптера, али да су их ухапсили прерушени ловци на главе. У покушају да побегне, Том случајно активира пиротехнику и диже се у ваздух; Алма одмах зове агента Џејсона Момое.

## Улоге
| Глумац             | Улога       |
| ------------------ | ----------- |
| Рајан Гозлинг      | Колт Сиверс |
| Емили Блант        | Џоди Морено |
| Арон Тејлор Џонсон | Том Рајдер  |
| Хана Вадингам      | Гејл Мејер  |
| Винстон Дјук       | Ден Такер   |
| Стефани Шу         | Алма Милан  |
| Тереза Палмер      | Иги Стар    |
| Бен Најт           | Дреслер     |
| Џејсон Момоа       | самог себе  |